# Carpophage jaunâtre
Ducula subflavescens
Espèce
Statut de conservation UICN

 NT  : Quasi menacé
Le Carpophage jaunâtre (Ducula subflavescens) est une espèce de pigeons frugivores appartenant à la famille des Columbidae.

## Description
Il ressemble au Carpophage argenté (dont il est parfois considéré comme une sous-espèce). Il se reconnait par son plumage plus jaune et la base bleue de son bec.

## Répartition
Il est endémique aux îles Bismarck (Papouasie-Nouvelle-Guinée).

## Habitat
Il vit dans les bois et les forêts.
Il est menacé par la perte de son habitat.